# Vlada Charkova
Vlada Viktorivna Charkova (ukrainska: Влада Вікторівна Харькова), född 29 september 1996, är en ukrainsk fäktare som tävlar i värja.

## Karriär
Vid EM 2022 i Antalya tog Charkova guld individuellt i värja efter att ha besegrat italienska Rossella Fiamingo i finalen samt brons i lagtävlingen tillsammans med Inna Brovko, Jana Sjemjakina och Julija Svystil. Vid olympiska sommarspelen 2024 i Paris blev hon utslagen i kvartsfinalen i värja av franska Auriane Mallo. Charkova var även en del av Ukrainas lag tillsammans med Dzjoan Fejbi Bezjura, Olena Kryvytska och Darja Varfolomejeva som slutade på sjätte plats i lagtävlingen i värja.
Vid EM 2025 i Genua tog Charkova guld i lagtävlingen i värja tillsammans med Inna Brovko, Olena Kryvytska och Anna Maksymenko efter att de besegrat Schweiz i finalen. Vid VM 2025 i Tbilisi tog hon guld i värja efter att ha besegrat estländska Katrina Lehis i finalen. Det var Ukrainas andra VM-guld genom tiderna i damernas individuella värja efter Natalija Konrads guld 2003.